# Гордон-Леннокс, Чарльз, 10-й герцог Ричмонд
Чарльз Генри Гордон-Леннокс, 10-й герцог Ричмонд, 10-й герцог Леннокс, 10-й герцог Обиньи, 5-й герцог Гордон (англ. Charles Gordon-Lennox, 10th Duke of Richmond; 19 сентября 1929 — 1 сентября 2017) — английский аристократ, пэр и землевладелец. С 1929 по 1935 год носил титул учтивости — лорд Сеттрингтон, а с 1935 по 1989 год — граф Марч и Кинрара. Сын Фредерика Гордона-Леннокса, 9-го герцога Ричмонда (1904—1989), он унаследовал титулы, когда его отец скончался в 1989 году. Резиденция герцогов Ричмондских — Гудвуд-хаус в Сассексе. 10-й герцог переехал в меньший по размерам Молекомб-хаус неподалеку, когда его сын лорд Марч принял управление поместьем и переехал в главный дом со своей семьей.
Титулатура: 10-й герцог Ричмонд (с 2 ноября 1989), 5-й герцог Гордон (с 2 ноября 1989), 10-й граф Дарнли (с 2 ноября 1989), 10-й герцог д’Обиньи (с 2 ноября 1989), 6-й граф Кинрара, графство Инвернесс (с 2 ноября 1989), 10-й барон Сеттрингтон, графство Йоркшир (с 2 ноября 1989), 11-й граф Марч (с 2 ноября 1989), 10-й лорд Торболтон (с 2 ноября 1989), 10-й герцог Леннокс (с 2 ноября 1989 года).

## Карьера
Герцог получил образование в Итонском колледже и колледже Уильяма Темпла, ныне несуществующем теологическом колледже Англиканской церкви (см. Фонд Уильяма Темпла). С 1949 по 1950 год он был 2-м лейтенантом в 60-м стрелковом полку. Он был дипломированным бухгалтером и провел почти два десятилетия, работая в корпоративном мире.
Он занимал ряд гражданских, деловых и церковных должностей, в том числе канцлер Сассекского университета с 1985 по 1998 год и церковный комиссар с 1963 по 1976 год; член Генерального Синода Англиканской церкви с 1960 по 1980 год и член комитетов Всемирного совета Церквей. С 1975 по 1990 год он был заместителем лейтенанта Западного Суссекса, а с 1990 по 1994 год — лордом-лейтенантом Западного Суссекса. Он также был покровителем заключенных за границей, благотворительной организацией, поддерживающей благосостояние британцев, заключенных за границей, и их семей.

## Семья
Чарльз Гордон-Леннокс, носивший титул графа Марча, женился 26 мая 1951 года на Сьюзен Монике Гренвилл-Грей (род. 1932), дочери полковника Сесила Эверарда Монтегю Гренвилл-Грея и Луизы Моники Моррисон-Бель. У них было трое детей:
- Леди Эллинор Кэролайн Гордон-Леннокс (род. 28 июля 1952). Незамужняя
- Чарльз Гордон-Леннокс, 11-й герцог Ричмонд (род. 8 января 1955). Он женился на Салли Клейтон 3 июля 1976 года и развелся в 1989 году. У них одна дочь. Он вторично женился на Достопочтенной Джанет Элизабет Астор (дочери Уильяма Уолдорфа Астора, 3-го виконта Астора) в 1991 году. У них четверо детей.
- Леди Луиза Элизабет Гордон-Леннокс (род. 14 марта 1967). Она вышла замуж в 1997 году за Бенджамина «Бена» Коллингса. У них двое детей:
  - Фелисити Грейс Коллингс (род. 1999)
  - Джордж Сесил Коллингс (род. 2003)

Герцог и герцогиня, затем граф и графиня Марч, привлекли внимание прессы, когда они усыновили двух девочек смешанной расы во время антииммигрантских настроений и когда межрасовый брак был осужден:
- Леди Мария Гордон-Леннокс (род. 1959). Она вышла замуж за мистера Хэнди. У них одна дочь[4]:
  - Микаэла Хэнди
- Леди Наоми Гордон-Леннокс (род. 1962). Она вышла замуж за Гэвина Берка в 1999 году, затем они развелись. У них трое детей:
  - Хайя Берк
  - Мэлаки Берк
  - Лотти Берк

Обе девочки родились в Англии от белых матерей, с ганским и чернокожим южноафриканским отцом соответственно. Приемным детям пэров не разрешалось использовать титулы вежливости до тех пор, пока Королевский ордер, выданный в апреле 2004 года, не означал, что Марии и Наоми было разрешено называться Леди, как дочерям герцога.